# Ленинский сельсовет (Первомайский район)
Ленинский сельсовет — сельское поселение в Первомайском районе Оренбургской области Российской Федерации.
Административный центр — посёлок Ленинский.

## История
9 марта 2005 года в соответствии с законом Оренбургской области № 1907/315-III-ОЗ образовано сельское поселение Ленинский сельсовет, установлены границы муниципального образования.

## Население
| 2010  | 2012  | 2013  | 2014  | 2015  | 2016  | 2017  |
| ----- | ----- | ----- | ----- | ----- | ----- | ----- |
| 1323  | ↘1295 | ↘1248 | ↘1206 | ↘1181 | ↘1143 | ↘1112 |
| 2018  | 2019  | 2020  | 2021  |       |       |       |
| ↘1079 | ↘1029 | ↘1004 | ↘978  |       |       |       |

## Состав сельского поселения
| № | Населённый пункт | Тип населённого пункта          | Население |
| - | ---------------- | ------------------------------- | --------- |
| 1 | Зори             | посёлок                         | 117       |
| 2 | Ленинский        | посёлок, административный центр | 777       |
| 3 | Ляшево           | посёлок                         | 246       |
| 4 | Ручьёвка         | посёлок                         | 120       |
| 5 | Самаркин         | посёлок                         | 60        |
| 6 | Чапаевка         | посёлок                         | 3         |